# Botswana na Letnich Igrzyskach Olimpijskich 1988
Botswanę na XXIV Letnich Igrzyskach Olimpijskich w Seulu reprezentowało 8 sportowców.
Był to trzeci start Botswany na letnich igrzyskach olimpijskich.

## Boks
- Shakes Kubuitsile - waga lekka, odpadł w drugiej rundzie
- Magare Tshekiso - waga kogucia, odpadł w pierwszej rundzie

## Lekkoatletyka

### Mężczyźni
- Benny Kgarametso - 200 m, odpadł w pierwszej rundzie
- Sunday Maweni - 400 m, odpadł w pierwszej rundzie
- Bobby Gaseitsiwe - 800 m, odpadł w pierwszej rundzie
- Mbiganyi Thee - 1500 m, odpadł w półfinale (19. miejsce)
- Bobby Gaseitsiwe, Benny Kgarametso, Sunday Maweni, Joseph Ramotshabi - sztafeta 4x400 m, odpadli w pierwszej rundzie
- Bigboy Matlapeng - maraton, 34. miejsce